# Mes Taupes (Eich)
 (mars 2025).
Mes taupes (titre original : Maulwürfe) est un recueil de proses de Günter Eich, publié en 1968.

## Contenu et style
Le recueil s'ouvre sur une préface dans laquelle Eich présente les objectifs de son recueil. Les textes courts qui composent le roman ne peuvent que difficilement être rattachés à un genre littéraire spécifique. Au mieux peuvent ils être lus comme des nouvelles, quoique ils aient beaucoup de caractéristiques des poèmes en proses. Prenant souvent la forme d'une courte énigme, ils ne dépassent que rarement 15 à 20 lignes.
Les thèmes abordés sont assez nombreux et recoupent les thématiques dont il a traité dans son discours tenu pour la réception du prix Georg Büchner : la place de l'écrivain par rapport au pouvoir. Les textes du recueil sont de ce fait pleins d'allusions intertextuelles et contextuelles. Ils font en particulier souvent référence à Bakounine, au Groupe 47, dont Eich était un cofondateur, et à Hölderlin[réf. souhaitée].

## Genèse
Eich rédigea la première prose des proses qui constitueraient le recueil en 1967 lors de la dernière réunion du Groupe 47. Le groupe était à cette époque très divisé. Günter Grass aurait ainsi manifesté son mécontentement pendant la lecture mais l'enthousiasme fut néanmoins assez partagé.
Eich a publié les premières proses des Taupes en 1967 dans le magazine culturel Merkur (de) . Le recueil a été publié en 1968, avec ensuite Un Tibétain dans mon bureau – 49 taupes en 1970. L'étude des archives de Eich a permis de découvrir d'autres proses des Taupes point encore publiées. Ces manuscrits témoignent de la réécriture régulière de ces Taupes jusqu'à leur publication.

## Interprétation
Günter Eich voulait éviter toute interprétation définitive de son œuvre. Il préférait parler pour ce texte d'une méditation, qui, à son avis, était le point central de toute approche de ses Taupes.
Le mot « taupes » ou « grain de beauté » (en allemand, Maulwürfe) peut être interprété de différentes façons. Eich lui-même en a parlé lors d'une assemblée étudiante[Laquelle ?] et a affirmé qu'il s'agissait là d'une expression familiale. Un Maulwurf aurait par ailleurs joué un rôle important dans les premières années de son mariage avec Ilse Aichinger.

## Réception
La réception de Mes Taupes fut aussi mitigée parmi les cercles littéraires allemands. Marcel Reich-Ranicki les a décrits comme des « bagatelles quelque peu embarrassantes » et « bavardes ». Heinrich Vormweg (de) a salué la « perspicacité nerveuse » et a parlé de la publication des Taupes comme d’un « événement ». Grâce aux critiques élogieuses d'autres écrivains de la génération d'Eich (notamment celles de Heinrich Böll ou de Karl Krolow) ainsi que d'écrivains plus contemporains (Gabriele Wohmann ou Peter Härtling). Mes Taupes sont devenus son plus grand succès public à ce jour.
Parmi les pièces les plus célèbres de la collection figurent « Hausgenossen », « Sammlerglück » et « Episode », qui ont été incluses dans l'anthologie de « Proses courtes allemandes contemporaines » de la maison d'édition Reclam Verlag.

## Traductions françaises
- Günter Eich (trad. Luc de Goustine), Mes taupes, Circé, 2009 (ISBN 978-2-84242-254-7)